# Парк Вічної Слави (Київ)
Парк Ві́чної Сла́ви (попередні назви — Ано́совський сад, Кі́ровський парк, Коменда́нтський сад) — заповідний парк-пам'ятка садово-паркового мистецтва місцевого значення (з 1972 року) у місті Києві.

## Загальна характеристика
Парк розташований на верхній та середній наддніпровських терасах між Лаврською вулицею та Дніпровським узвозом. З півдня обмежений валами Старої Києво-Печерської фортеці (цитаделі), нижня частина парку межує з історичною місцевістю Аскольдова могила. Головний вхід з площі Слави.

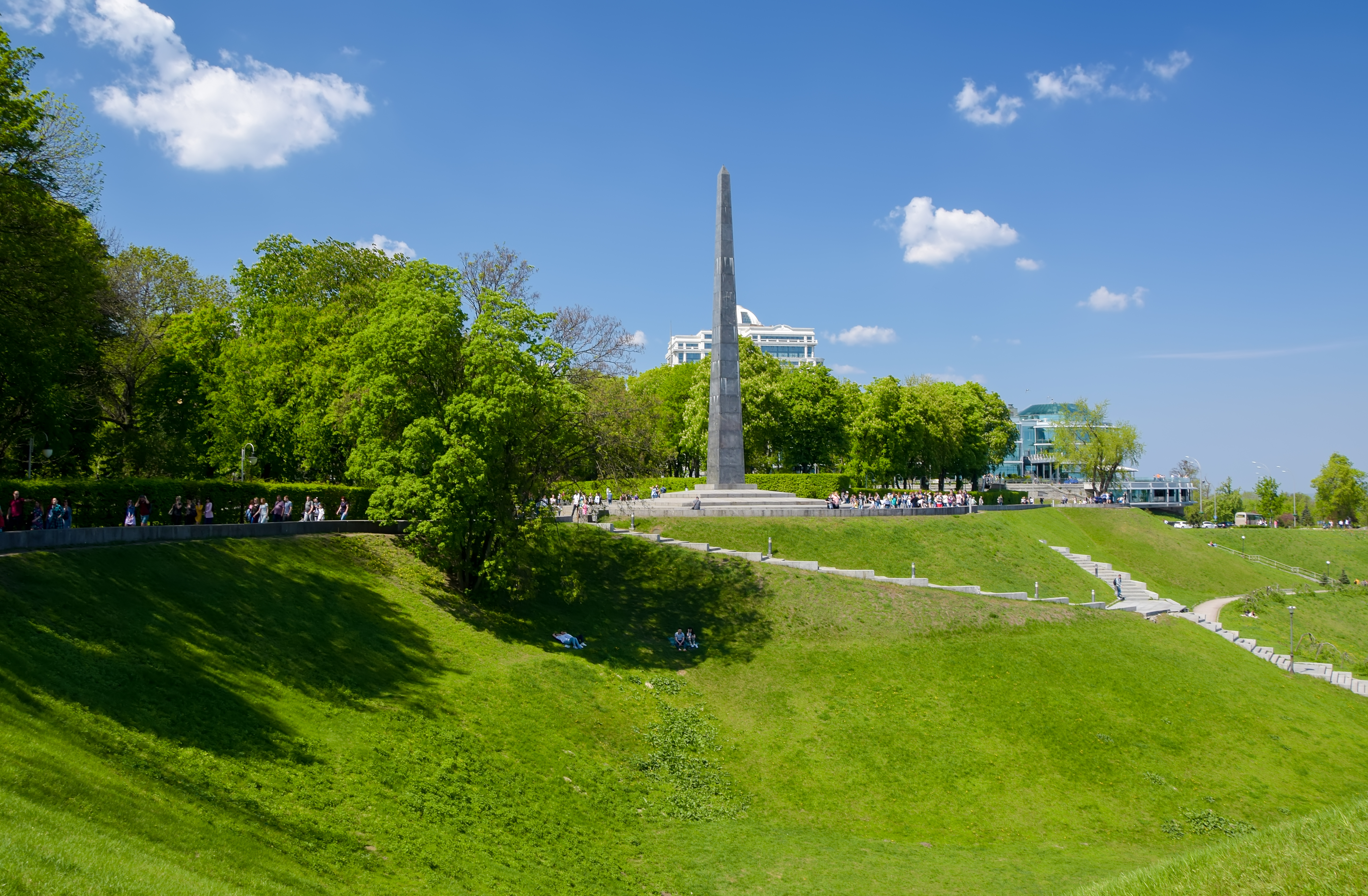
Парк Вічної Слави

До складу парку входять Меморіал Вічної Слави з обеліском на могилі невідомого солдата (архітектор Лев Новиков, 1957), Алея Воїнської Слави, створена 2013 року за ініціативи Дмитра Табачника, та Меморіал жертв Голодомору. Загальна площа — 18,37 га.
На розташованому у парку дитячому майданчику, що неподалік Меморіалу жертв Голодомору, знаходиться «сонячний годинник».

## Галерея

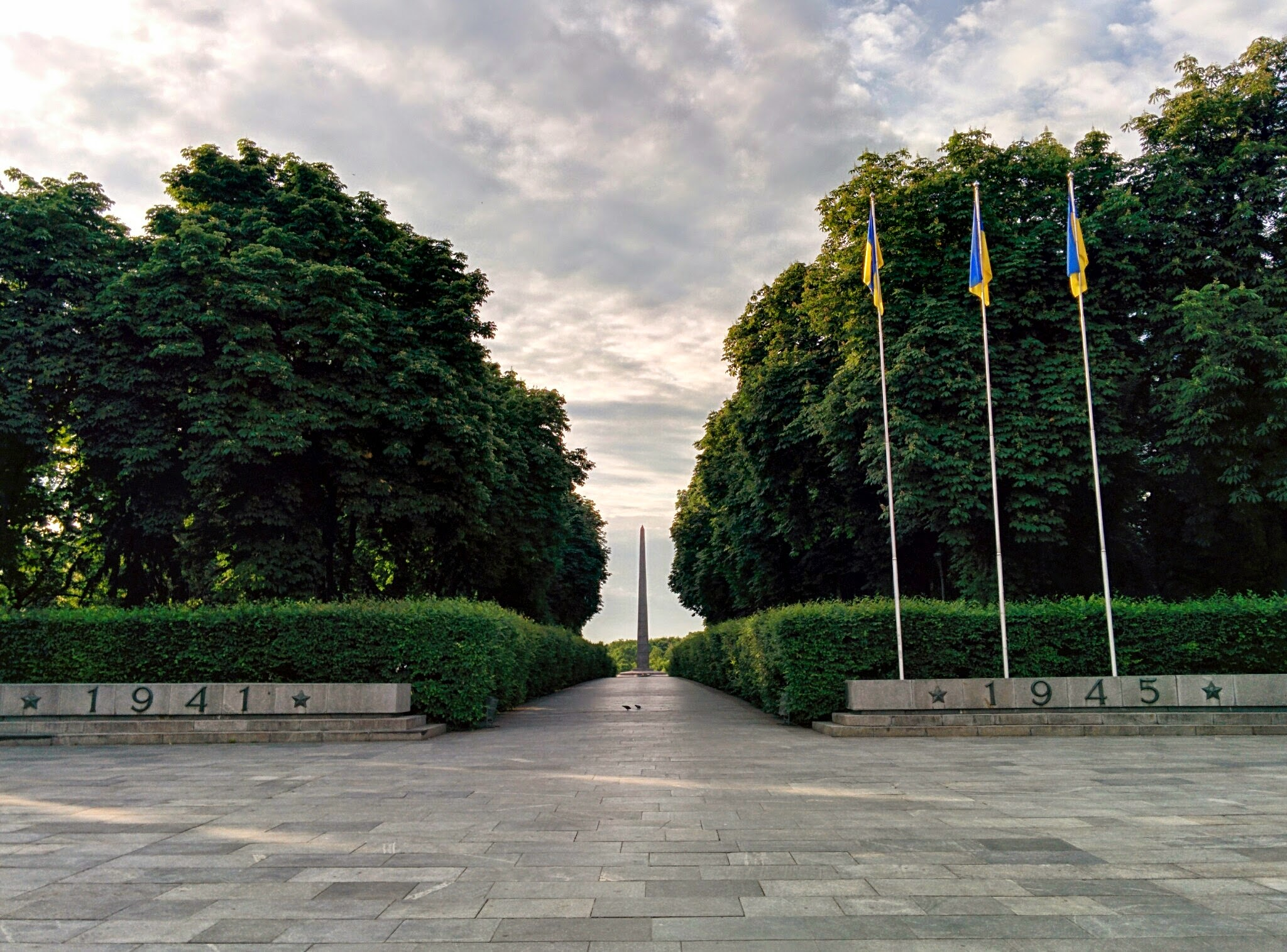
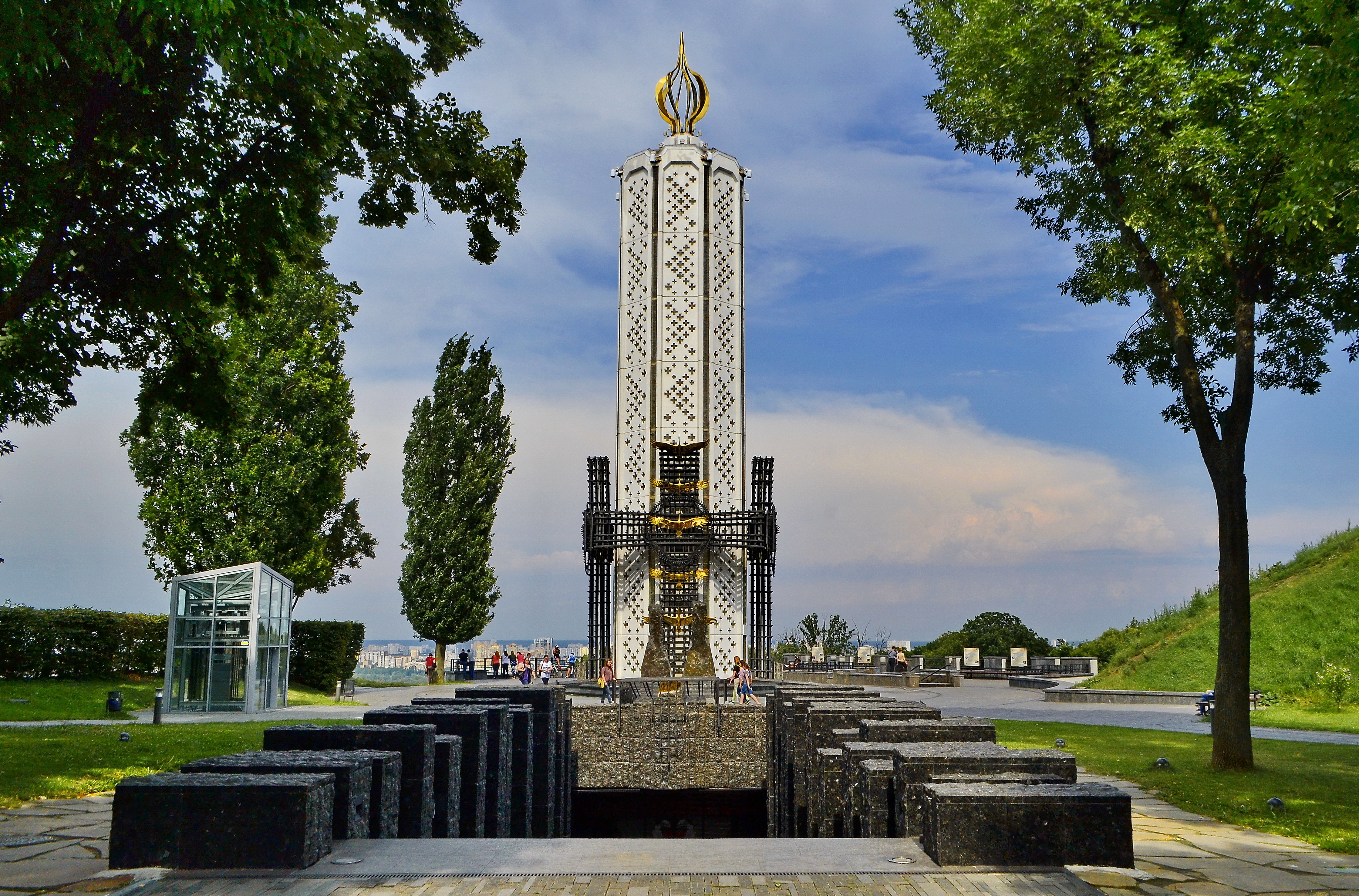
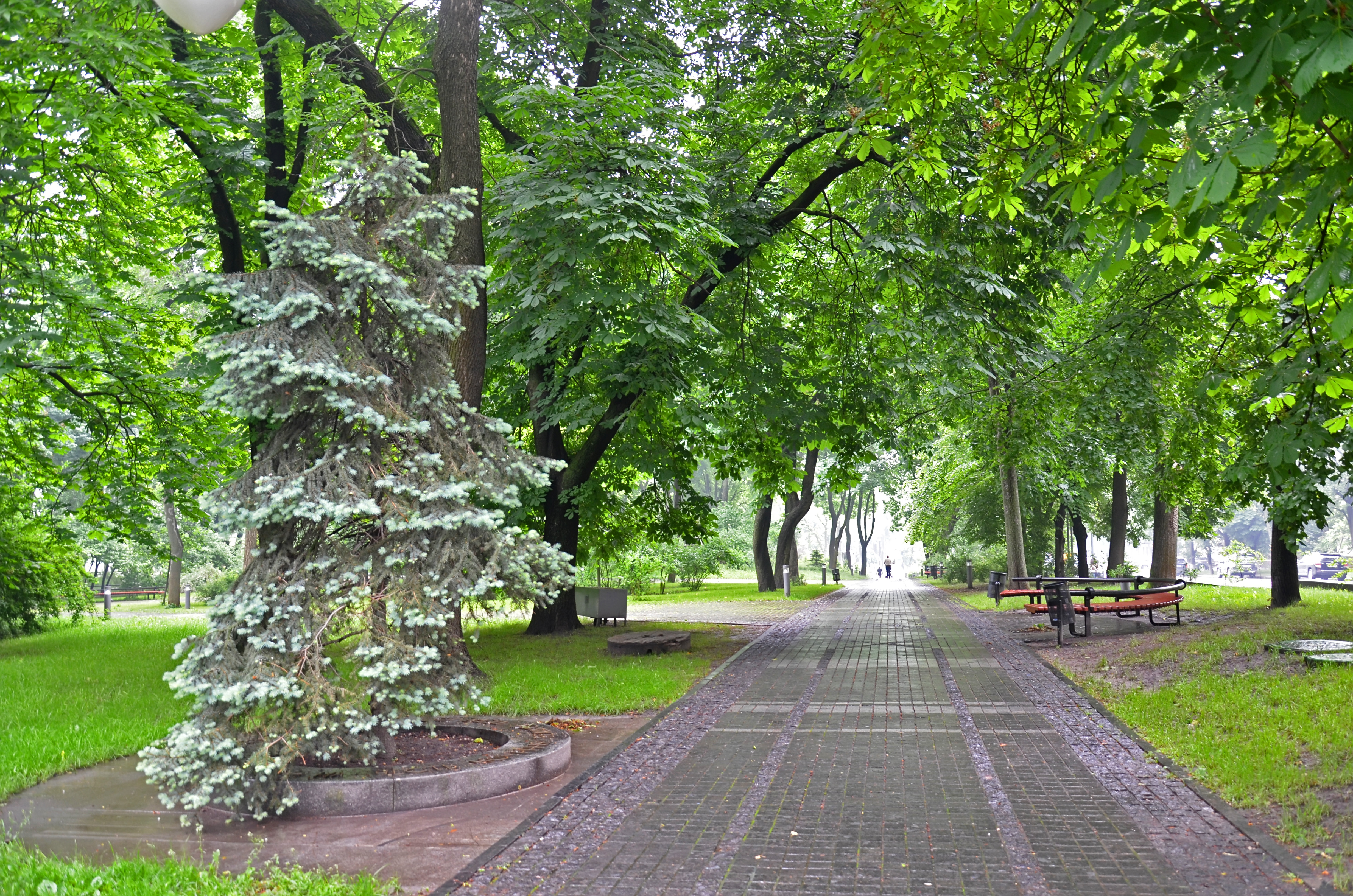